# شرف الدين محمد
الهادي شرف الدين محمد (ولد في 1820 - توفي في 8 يونيو 1890) ادعى إمامة الدولة الزيدية في اليمن في السنوات من 1878 إلى 1890 خلال احتلال اليمن من قبل الدولة العثمانية. شهدت فترة إمامته التواجد في شمال اليمن.

## الانضمام كزعيم المقاومة
شرف الدين كان سليل الجيل الرابع عشر من الإمام المؤيد يحيى. ولد في مدينة جدة بينما كان والداه يؤديان مناسك الحج وحصل على تعليم شامل في مجال العلوم الإسلامية. احتل العثمانيون صنعاء في عام 1872 وانهوا الدولة الزيدية التي كانت موجودة منذ 1597. رفض الإمام المتوكل على الله الحسن بن أحمد الاستسلام للأمر الواقع. قاوم القوات العثمانية مع نجاح محدود حتى وفاته في عام 1878. من بعده تولى شرف الدين الإمامة في جبل الأهنوم الذي كان معروف بأنه معقل للسادة "بني هاشم" وعلماء الدين. تلقب شرف الدين بلقب الهادي. تعهد بمواصلة النضال وانتقل إلى مدينة صعدة شمال صنعاء. في صعدة عزز القوانين الدينية وشجعهم على احترام القضاة والإداريين في المناطق القبلية القريبة. شيد حصن بالقرب من المدينة التي أصبحت مقر الحكومة. في التأريخ الزيدي يتم تجاهل بعض الأحيان اسمه لأنه لم يكن ينتمي إلى عائلة الرسيين "أحفاد يحيى بن الحسين الرسي" التي تقدم عادة الأئمة. شهد منافسة شخص واحد على الإمامة وهو المنصور محمد بن عبد الله الوزير. ومع ذلك اقتصر التنافس بين الخصمين إلى الحجج اللفظية.

## تمرد 1884
بحلول ذلك الوقت تأثرت التشريعات العثمانية بالنماذج الأوروبية. اعتبرت الإصلاحات التنظيمية زندقة من قبل السكان المحليين من الطائفة الزيدية الشيعية بتحريض من الأئمة. أطلق الإمام شرارة المقاومة الموحدة على المستوى القبلي والديني. بدأت هجمة منسقة ضد المواقع العثمانية في صيف عام 1884 حيث سعى الهادي شرف الدين إلى إخضاع المناطق المروية جيدا إلى الشمال الغربي من صنعاء. سيطر على المناطق المحيطة بحجة وظافر في الشمال. حاصرت القوات العثمانية ظافر لمدة سبعة أشهر قبل أن ينسحب أتباع الإمام.

## النكسات والمزيد من الكفاح
لبعض الوقت كان الوالي العثماني عزت باشا قادر على ممارسة الضغط الشديد على الإمام. سيطر عزت على السودة وطارد الإمام من قلعة شهارة القوية والتي كانت المفتاح لصعدة في الشمال. لخص إدورد جلازر الرحالة الألماني الذي زار اليمن في عام 1884 الوضع في ذلك الوقت ووصف شرف الدين كقائد من المتعصبين. في وقت كانت زيارته مقتصرة على المناطق التي يسيطر عليها العثمانيون إلى الخط الفاصل بين اللحية (مدينة) وحجة جنبا إلى جنب مع عمران، صنعاء، ذمار، رداع ، قعطبة ، والأراضي الواقعة بين تعز والمخا. كانت قبائل الشمال حاشد وبعض بكيل معادية للحكم العثماني، كما كانت المنطقة الواقعة إلى الشرق والشمال من صنعاء. شرف الدين توفي في صعدة في عام 1890 ودفن في جبل أهنوم. في يوليو في العام نفسه تم تعيين صهره محمد بن يحيى حميد الدين إماما جديدا، واستمر في القتال ضد العثمانيين.